# Superliga de Suiza 2019-20
La temporada 2019-20 fue la 123.ª temporada de la Superliga de Suiza, la máxima categoría del fútbol profesional en Suiza. Por motivos de patrocinio la liga es llamada Raiffeisen Super League, el torneo comenzó el 20 de julio de 2019 y finalizó el 3 de agosto de 2020. 
El Young Boys ganó el decimocuarto título de su historia y tercer consecutivo.

## Ascensos y descensos
| Pos. | Descendido de la Superliga de Suiza 2018-19 |
| ---- | ------------------------------------------- |
| 10.º | Grasshoppers Zúrich                         |

| Pos. | Ascendido de la Challenge League 2018-19 |
| ---- | ---------------------------------------- |
| 1.º  | Servette                                 |

## Equipos participantes
| Club       | Ciudad    | Estadio                      | Capacidad |
| ---------- | --------- | ---------------------------- | --------- |
| Basel      | Basilea   | St. Jakob-Park               | 38 512    |
| Lucerna    | Lucerna   | Swisspor Arena               | 17 000    |
| Lugano     | Lugano    | Stadio Comunale di Cornaredo | 6390      |
| Servette   | Ginebra   | Stade De Geneve              | 30 084    |
| Sion       | Sion      | Stade de Tourbillon          | 14 850    |
| St. Gallen | San Galo  | Kybunpark                    | 19 694    |
| Thun       | Thun      | Stockhorn Arena              | 10 398    |
| Xamax      | Neuchatel | Stade De La Maladiere        | 12 500    |
| Young Boys | Berna     | Stade de Suisse              | 32 000    |
| Zurich     | Zúrich    | Stadion Letzigrund           | 25 000    |

Capacidad de los estadios según transfermarkt

### Personal y uniformes
| Equipo     | Entrenador          | Capitán             | Firma deportiva | Patrocinador           |
| ---------- | ------------------- | ------------------- | --------------- | ---------------------- |
| Basel      | Marcel Koller       | Valentin Stocker    | Adidas          | Novartis               |
| Young Boys | Gerardo Seoane      | Fabian Lustenberger | Nike            | Obi                    |
| Thun       | Marc Schneider      | Dennis Hediger      | Nike            |                        |
| Lugano     | Maurizio Jacobacci  | Jonathan Sabbatini  | Acerbis         |                        |
| Lucerna    | Tomas Häberli       | Pascal Schürpf      | Adidas          |                        |
| Xamax      | Joel Magnin         | Laurent Walthert    | Erima           | Groupe                 |
| Servette   | Alain Geiger        | Anthony Sauthier    | Puma            |                        |
| Sion       | Christian Zermatten | Xavier Kouassi      | Macron          |                        |
| St. Gallen | Peter Zeidler       | Silvan Hefti        | Jako            | St.Galler Kantonalbank |
| Xamax      | Joel Magnin         | Laurent Walthert    | Erima           | Groupe E               |
| Young Boys | Gerardo Seoane      | Fabian Lustenberger | Nike            | Obi                    |
| Zurich     | Ludovic Magnin      | Yanick Brecher      | Nike            | AntePay                |

## Tabla de posiciones
| Pos. | Equipo         | Pts. | PJ | G  | E  | P  | GF | GC | Dif. | Clasificación 2020–21                  |
| ---- | -------------- | ---- | -- | -- | -- | -- | -- | -- | ---- | -------------------------------------- |
| 1    | Young Boys (C) | 76   | 36 | 23 | 7  | 6  | 80 | 41 | +39  | Segunda ronda de la Liga de Campeones  |
| 2    | St. Gallen     | 68   | 36 | 21 | 5  | 10 | 79 | 56 | +23  | Tercera ronda de la Liga Europa        |
| 3    | Basel          | 62   | 36 | 18 | 8  | 10 | 74 | 38 | +36  | Segunda ronda previa de la Liga Europa |
| 4    | Servette       | 49   | 36 | 12 | 13 | 11 | 57 | 48 | +9   | Primera ronda de la Liga Europea       |
| 5    | Lugano         | 47   | 36 | 11 | 14 | 11 | 46 | 46 | 0    |                                        |
| 6    | Lucerna        | 46   | 36 | 13 | 7  | 16 | 42 | 50 | −8   |                                        |
| 7    | Zürich         | 43   | 36 | 12 | 7  | 17 | 45 | 72 | −27  |                                        |
| 8    | Sion           | 39   | 36 | 10 | 9  | 17 | 40 | 55 | −15  |                                        |
| 9    | Thun (D)       | 38   | 36 | 10 | 8  | 18 | 45 | 67 | −22  | Promoción por la permanencia           |
| 10   | Xamax (D)      | 27   | 36 | 5  | 12 | 19 | 33 | 68 | −35  | Descenso a la Challenge League 2020-21 |

Actualizado a los partidos jugados el 3 de agosto de 2020.
 Fuente: Swiss Super League

## Evolución de la clasificación
| Jornada / Equipo | 1  | 2  | 3  | 4  | 5  | 6  | 7  | 8  | 9  | 10 | 11 | 12 | 13 | 14 | 15 | 16 | 17 | 18 | 19 | 20 | 21 | 22 | 23 | 24 | 25 | 26 | 27 | 28 | 29 | 30 | 31 | 32 | 33 | 34 | 35 | 36 |
| Jornada / Equipo |    |    |    |    |    |    |    |    |    |    |    |    |    |    |    |    |    |    |    |    |    |    |    |    |    |    |    |    |    |    |    |    |    |    |    |    |
| ---------------- | -- | -- | -- | -- | -- | -- | -- | -- | -- | -- | -- | -- | -- | -- | -- | -- | -- | -- | -- | -- | -- | -- | -- | -- | -- | -- | -- | -- | -- | -- | -- | -- | -- | -- | -- | -- |
| Young Boys       | 7  | 3  | 1  | 1  | 1  | 2  | 3  | 2  | 2  | 2  | 2  | 1  | 1  | 1  | 1  | 1  | 1  | 1  | 1  | 2  | 2  | 2  | 2  | 2  | 2  | 1  | 2  | 2  | 1  | 2  | 2  | 1  | 1  | 1  | 1  | 1  |
| St. Gallen       | 8  | 5  | 7  | 8  | 5  | 5  | 4  | 4  | 3  | 3  | 3  | 3  | 3  | 3  | 3  | 3  | 3  | 3  | 2  | 1  | 1  | 1  | 1  | 1  | 1  | 2  | 1  | 1  | 2  | 1  | 1  | 2  | 2  | 2  | 2  | 2  |
| Basilea          | 2  | 4  | 2  | 2  | 2  | 1  | 1  | 1  | 1  | 1  | 1  | 2  | 2  | 2  | 2  | 2  | 2  | 2  | 3  | 3  | 3  | 3  | 3  | 3  | 3  | 3  | 3  | 3  | 3  | 3  | 3  | 3  | 3  | 3  | 3  | 3  |
| Servette         | 6  | 7  | 3  | 5  | 4  | 4  | 5  | 5  | 6  | 6  | 7  | 7  | 6  | 5  | 5  | 5  | 5  | 5  | 4  | 4  | 4  | 4  | 4  | 4  | 4  | 4  | 4  | 4  | 4  | 4  | 4  | 4  | 4  | 4  | 4  | 4  |
| Lugano           | 1  | 1  | 4  | 6  | 8  | 9  | 8  | 8  | 9  | 8  | 8  | 9  | 8  | 8  | 7  | 7  | 6  | 6  | 6  | 7  | 7  | 7  | 7  | 7  | 7  | 7  | 7  | 7  | 7  | 7  | 7  | 7  | 7  | 7  | 6  | 5  |
| Lucerna          | 3  | 2  | 5  | 7  | 9  | 6  | 7  | 6  | 7  | 5  | 5  | 5  | 7  | 7  | 8  | 8  | 8  | 8  | 7  | 6  | 6  | 6  | 6  | 6  | 6  | 6  | 5  | 5  | 6  | 5  | 5  | 5  | 5  | 5  | 5  | 6  |
| Zúrich           | 10 | 10 | 10 | 10 | 7  | 8  | 6  | 7  | 5  | 7  | 6  | 6  | 4  | 4  | 4  | 4  | 4  | 4  | 5  | 5  | 5  | 5  | 5  | 5  | 5  | 5  | 6  | 6  | 5  | 6  | 6  | 6  | 6  | 6  | 7  | 7  |
| Sion             | 9  | 9  | 6  | 3  | 3  | 3  | 2  | 3  | 4  | 4  | 4  | 4  | 5  | 6  | 6  | 6  | 7  | 7  | 8  | 8  | 8  | 8  | 8  | 8  | 8  | 8  | 9  | 9  | 8  | 9  | 9  | 9  | 9  | 9  | 9  | 8  |
| Thun             | 5  | 6  | 8  | 4  | 6  | 7  | 9  | 9  | 10 | 10 | 10 | 10 | 10 | 10 | 10 | 10 | 10 | 10 | 10 | 10 | 10 | 10 | 10 | 10 | 10 | 10 | 8  | 8  | 9  | 8  | 8  | 8  | 8  | 8  | 8  | 9  |
| Xamax            | 4  | 8  | 9  | 9  | 10 | 10 | 10 | 10 | 8  | 9  | 9  | 8  | 9  | 9  | 9  | 9  | 9  | 9  | 9  | 9  | 9  | 9  | 9  | 9  | 9  | 9  | 10 | 10 | 10 | 10 | 10 | 10 | 10 | 10 | 10 | 10 |

## Tabla de resultados cruzados
| Local \ Visitante | BAS | LUG | LUZ | SER | SIO | STG | THU | XAM | YB  | ZUR |
| ----------------- | --- | --- | --- | --- | --- | --- | --- | --- | --- | --- |
| Basel             | —   | 2–1 | 3–0 | 3–1 | 4–0 | 1–2 | 3–1 | 1–1 | 3–0 | 4–0 |
| Lugano            | 0–3 | —   | 1–1 | 1–0 | 0–1 | 1–3 | 0–0 | 0–1 | 0–0 | 0–0 |
| Lucerna           | 2–1 | 1–2 | —   | 1–2 | 3–1 | 1–4 | 0–2 | 1–0 | 2–2 | 0–0 |
| Servette          | 2–0 | 0–0 | 1–0 | —   | 0–0 | 1–2 | 2–1 | 2–2 | 3–0 | 0–1 |
| Sion              | 1–4 | 1–2 | 2–1 | 1–1 | —   | 1–2 | 2–1 | 1–1 | 3–4 | 3–1 |
| St. Gallen        | 0–0 | 3–2 | 0–2 | 3–1 | 3–0 | —   | 4–0 | 4–1 | 2–3 | 1–3 |
| Thun              | 2–3 | 0–3 | 0–2 | 0–4 | 0–1 | 1–4 | —   | 2–2 | 1–1 | 0–1 |
| Xamax             | 0–3 | 1–1 | 2–0 | 2–2 | 1–3 | 1–1 | 2–3 | —   | 0–1 | 0–1 |
| Young Boys        | 1–1 | 2–0 | 1–0 | 1–1 | 3–2 | 4–3 | 4–2 | 4–1 | —   | 4–0 |
| Zürich            | 3–2 | 0–4 | 3–0 | 0–5 | 4–2 | 2–1 | 2–0 | 2–2 | 0–4 | —   |

| Local \ Visitante | BAS | LUG | LUZ | SER | SIO | STG | THU | XAM | YB  | ZUR |
| ----------------- | --- | --- | --- | --- | --- | --- | --- | --- | --- | --- |
| Basel             | —   | 4–4 | 0–0 | 2–2 | 2–0 | 1–2 | 0–1 | 2–0 | 3–2 | 4–0 |
| Lugano            | 2–1 | —   | 2–0 | 3–1 | 0–0 | 3–3 | 1–1 | 1–1 | 2–1 | 1–0 |
| Lucerna           | 2–1 | 3–3 | —   | 2–2 | 1–2 | 1–0 | 3–0 | 1–2 | 2–0 | 2–1 |
| Servette          | 2–2 | 1–1 | 2–0 | —   | 1–2 | 1–1 | 2–0 | 4–1 | 1–1 | 4–1 |
| Sion              | 1–0 | 1–1 | 0–2 | 1–1 | —   | 1–2 | 1–1 | 1–2 | 0–1 | 1–1 |
| St. Gallen        | 0–5 | 3–1 | 4–1 | 1–0 | 2–1 | —   | 3–2 | 6–0 | 3–3 | 0–4 |
| Thun              | 0–0 | 3–2 | 1–1 | 5–1 | 2–1 | 2–1 | —   | 3–0 | 1–0 | 3–2 |
| Xamax             | 1–2 | 0–1 | 0–1 | 1–2 | 0–0 | 1–2 | 2–1 | —   | 0–1 | 1–1 |
| Young Boys        | 2–0 | 3–0 | 1–0 | 4–2 | 1–0 | 3–1 | 4–0 | 6–0 | —   | 3–2 |
| Zürich            | 0–4 | 1–0 | 2–3 | 2–0 | 0–2 | 1–3 | 3–3 | 1–1 | 0–5 | —   |

## Promoción por la permanencia
El Thun que quedó en 9ª posición se enfrentó al Vaduz de Liechtenstein, el subcampeón de la Challenge League 2019-20 en partidos de ida y vuelta. 
| Ida, 7 de agosto de 2020, 18:15; | Vaduz                    | 2:0 (1:0) | Thun | Rheinpark Stadion, Vaduz Liechtenstein |                               |
|                                  | Çiçek 45+3' · Sutter 58' | Reporte   |      | Asistencia: 1000 espectadores          | Asistencia: 1000 espectadores |

| Vuelta, 10 de agosto de 2020, 18:15; | Thun                                                 | 4:3 (1:1) (Global 4:5) | Vaduz                          | Stockhorn Arena, Thun         |                               |
|                                      | Stillhart 41' · Bertone 47' · Munsy 87' · Rapp 90+4' | Reporte                | 19', 51' Coulibaly · 69' Çiçek | Asistencia: 1000 espectadores | Asistencia: 1000 espectadores |

Finalmente, el Vaduz, de Liechtenstein ascendió a la Superliga de Suiza al derrotar al Thun de la ciudad homónima con un global de 5:4, con victoria de local por 2:0 y derrota por 4:3 de visitante, condenando a este último a jugar en la Challenge League la temporada que viene.

## Goleadores
- Actualización 3 de agosto de 2020

| Pos | Jugador           | Club       | Goles |
| --- | ----------------- | ---------- | ----- |
| 1   | Jean-Pierre Nsame | Young Boys | 32    |
| 2   | Cedric Itten      | St. Gallen | 19    |
| 3   | Arthur            | Basel      | 14    |
| 3   | Ermedin Demirović | St. Gallen | 14    |
| 5   | Kemal Ademi       | Basel      | 13    |
| 5   | Raphaël Nuzzolo   | Xamax      | 13    |
| 5   | Jordi Quintillà   | St. Gallen | 13    |
| 8   | Ridge Munsy       | Thun       | 12    |
| 9   | Pajtim Kasami     | Sion       | 11    |
| 9   | Koro Koné         | Servette   | 11    |